# 1986年のバレーボール
1986年のバレーボール（1986ねんのバレーボール）では、1986年（昭和61年）のバレーボール関連の出来事をまとめる。

## できごと
- 1月24日
  - ダイエーのフローラ・ハイマンが、日本リーグの対日立戦中に意識を失い、死去。
  - 日立のリーグ戦連勝が88でストップした。
- 日本バレーボール協会が、ソフトバレーボールの全国的な展開を決定。生涯スポーツとして普及活動を始める。
- FIVB加盟（その21） - アルバ、アンティグア・バーブーダ、セントルシア、バヌアツ、マカオ、北マリアナ諸島の6カ国。

## 国際大会
- 男子世界選手権
  - 金メダル： アメリカ合衆国
  - 銀メダル： ソビエト連邦
  - 銅メダル： ブルガリア
- 女子世界選手権
  - 金メダル： 中国
  - 銀メダル： キューバ
  - 銅メダル： ペルー

## 国内大会

### 日本
- 第19回日本リーグ
  - 男子
    - 1位：富士フイルム（21勝）
    - 2位：日本鋼管（13勝8敗）
    - 3位：サントリー（13勝8敗）
    - MVP：三橋栄三郎

  - 女子
    - 1位：日立（20勝1敗）
    - 2位：ダイエー（15勝6敗）
    - 3位：日本電気（12勝9敗）
    - MVP：中田久美

- 第35回黒鷲旗全日本選手権
  - 男子
    - 1位：富士フイルム
    - 2位：サントリー
    - 3位：日本鋼管
    - 黒鷲賞：熊田康則

  - 女子
    - 1位：ダイエー
    - 2位：日立
    - 3位：日本電気
    - 黒鷲賞：梅津一美

## 誕生
1月
- 1月7日 - 仁里奈那美
- 1月10日 - 小林亜里沙
- 1月18日 - 川村彩菜
- 1月21日 - アルタグラシア・マンブル
- 1月22日 - ケニア・カルカセス

2月
- 2月2日 - 浅尾美和
- 2月20日 - アニエスカ・ベドナレク

3月
- 3月8日 - 相澤寿

4月
- 4月10日 - 中島悠樹
- 4月30日 - 高橋潤子

5月
- 5月1日 - 横田一義
- 5月10日 - フェルナンダ・ロドリゲス
- 5月12日 - 小酒翔子
- 5月14日 - セナ・ウーシッチ
- 5月16日 - ポール・キャロル
- 5月26日 - アレクセイ・オスタペンコ
- 5月26日 - マッティ・オイヴァネン
- 5月26日 - ミッコ・オイヴァネン

6月
- 6月4日 - 西山由樹
- 6月5日 - 吉田真未
- 6月7日 - 鈴木悠二
- 6月13日 - オヌマー・シッティラック
- 6月25日 - セダ・トカトルオール

7月
- 7月1日 - 福澤達哉
- 7月2日 - ブルーノ・レゼンデ
- 7月6日 - 小橋口祐嗣
- 7月11日 - 塚崎祐平
- 7月21日 - 杉本早希

8月
- 8月4日 - 木村有希
- 8月11日 - 清水邦広
- 8月13日 - ファン・ヨンジュ
- 8月19日 - 木村沙織
- 8月19日 - 土田望未

9月
- 9月3日 - 大上正裕
- 9月9日 - 田辺由美
- 9月9日 - 松浦麻琴
- 9月14日 - ムン・ソンミン
- 9月18日 - 遠藤りつこ
- 9月23日 - 米山達也
- 9月28日 - 井野亜季子

10月
- 10月23日 - 佐藤美耶
- 10月30日 - マルガレータ・コズーフ

11月
- 11月7日 - 金子美里
- 11月13日 - 原田砂代子
- 11月21日 - 日高裕次郎
- 11月22日 - 小濱ゆみ
- 11月24日 - 千野葉子
- 11月30日 - 水田祐未

12月
- 12月17日 - 山本友里恵

## 死去
- 1月24日 - フローラ・ハイマン （31）